# Histoire de Zanzibar

Depuis les années 1880, Zanzibar se réduit aux îles d'Unguja et de Pemba.

L'histoire de Zanzibar, en tant qu'entité politique distincte du reste de l'Afrique, est marquée par un fort brassage culturel et démographique swahili, arabe, perse, omanais, portugais et britannique. Sa situation actuelle, une entité autonome au sein de la Tanzanie, est encore aujourd'hui la conséquence du passé de ce territoire fortement marqué par les échanges commerciaux, dont le trafic d'esclaves à destination du Moyen-Orient ou de l'Inde, entre différentes puissances mondiales ainsi que sa colonisation.
L'histoire de l'île de Mafia, laquelle  n'appartient pas à l'archipel de Zanzibar, a subi une voie différente car elle n'a jamais été rattachée aux différentes entités politiques appelées « Zanzibar ». Faisant partie elle aussi de l'aire culturelle swahilie et subissant les influences des marchands arabes et perses, Mafia sera liée dès le début de l'époque coloniale au sort de l'Afrique orientale allemande, du Tanganyika puis de la Tanzanie.

## Période pré-coloniale

### Peuplements Bantous

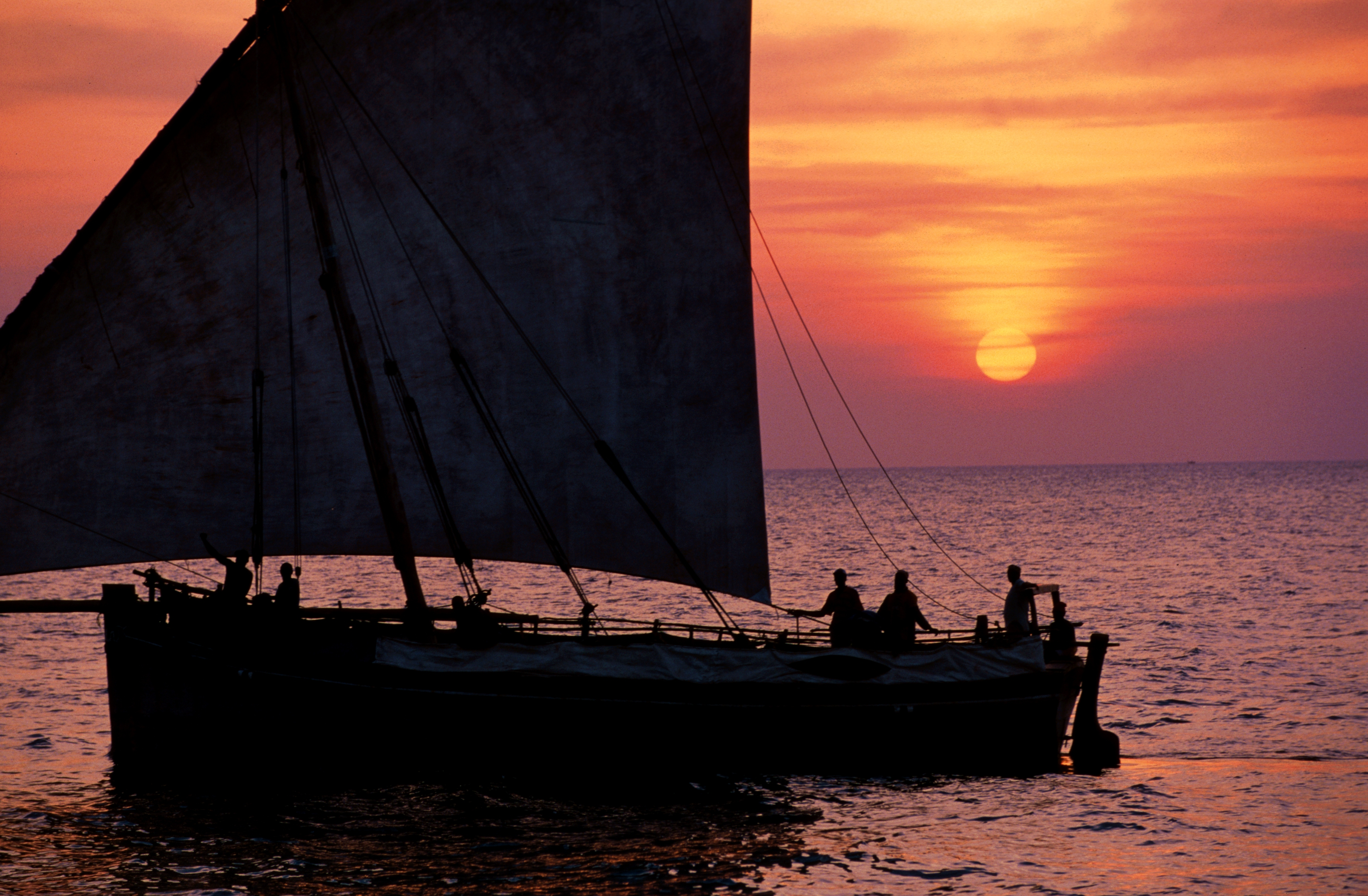
Un dhow dans le Soleil couchant de Zanzibar en 2005. Les navigateurs marchands arabes utilisaient probablement ce type d'embarcation le long de la côte Est-africaine.

Les preuves archéologiques laissent penser que les premiers habitants des îles de Pemba et de Zanzibar sont arrivés dans la région vers le IIIe millénaire av. J.-C. Ces populations sont probablement des pêcheurs côtiers venus d'Afrique continentale par des embarcations légères. Selon la légende, la domination de l'antique royaume de Saba se serait étendu jusqu'à ces deux îles.
Grâce aux vents favorables à la navigation, des routes commerciales se développent le long de la côte orientale africaine certainement dès le début de notre ère. Ces routes, attestées par Le Périple de la mer Érythrée, un document du IIe siècle, sont empruntées par des marchands marins venant des côtes arabes et indiennes et qui visitent à la fois l'Afrique de l'Est et le Sud-Est de la péninsule arabique, parlent le même langage et y contractent des mariages. Ils y commercent les marchandises provenant d'Afrique continentale, c'est-à-dire des esclaves, de l'or, de l'ivoire et des épices, et de Chine comme la soie et la porcelaine. La culture arabe s'implante dans la région avant même l'islamisation et forme l'aire culturelle swahilie avec un substrat de population bantoue.

### La conquête perse et l'islamisation
Entre les VIIIe et IXe siècles, une vague d'immigration perse menée par le sultan de Chiraz s'installe à Zanzibar. Selon la légende, celui-ci et ses six fils fondent le Zenj, instaurant un pouvoir économique et politique perso-musulman pour des siècles sur une partie de la côte Est-africaine. Cet afflux de population allochtone profite au commerce de l'or, de l'ivoire, des peaux de léopards et des esclaves qui sont envoyés vers le Moyen-Orient, le sous-continent Indien et la Chine tandis que les tissus indiens et les porcelaines chinoises y sont importés.
Bien que trois groupes ethniques émergent à la suite de brassages de populations entre Africains, Perses et Arabes, des différences culturelles et sociales apparaissent, les populations les moins considérées étant les populations les moins métissées (donc les plus africaines). Suivant les régions, trois groupes distincts se distinguent à partir au Xe siècle : les Watumbatu (Nord d'Unguja), les Wahadimu (Sud d'Unguja) et les Wapemba (Pemba), tous se considérant comme Shirazis en rejetant leurs origines bantoues. Cette coexistence de différents peuples et cultures ne se fait pas sans heurts : au XIe siècle, les Omanais établis à Zanzibar s'opposent aux Shirazis, ce qui n'empêche pas ces derniers de continuer à s'implanter dans la région. Le commerce apportant de plus en plus de richesses, les premiers bâtiments en pierre apparaissent à Zanzibar au XIIIe siècle et accumulent des marchandises luxueuses. Le commerce avec la Chine est facilité au XVe siècle avec l'ouverture de routes commerciales maritimes directes avec cet empire mais les routes via le sous-continent indien reprennent leur activité avec l'isolationnisme promulgué par l'empereur Ming Zhengtong en 1443. À cette époque, Zanzibar constitue un sultanat prospère à côté des cités de Mombasa, Lamu, Kilwa Kisiwani et Malindi, plaques tournantes africaines du commerce entre ce continent et les Arabes, Perses et Indiens,. 

## Présence portugaise
L'arrivée des navigateurs portugais dans l'océan Indien met fin à cette prospérité économique lorsqu'ils s'établissent sur la côte orientale de l'Afrique et s'implantent dans le sultanat d'Oman en y instaurant un protectorat. Parmi les différents explorateurs, Vasco de Gama joue un rôle non négligeable dans l'implantation portugaise dans la région en s'arrêtant dans différents ports, prenant contact avec les souverains locaux et liant des rapports amicaux avec certains d'entre eux de 1497 à 1499. Les Portugais, comprenant vite l'intérêt stratégique de la création de comptoirs le long de la côte est-africaine, s'installent sur les îles de Pemba et d'Unguja, prenant par la force le contrôle de cette dernière en 1503, puis à Mombasa en 1505. Le roi swahili de l'île, portant le titre de « Mwinyi Mkuu », est alors contraint de devenir citoyen portugais et d'autoriser le libre accès du port aux navires étrangers. S'implantant peu à peu sur la quasi-totalité de la côte occidentale de l'océan Indien, les portugais s'approprient par la même occasion le contrôle des routes commerciales de cette région, les détournant afin de les diriger vers le Portugal. Cette présence colonisatrice est à l'origine de la ville de Zanzibar avec la construction en 1590 d'une église à l'emplacement du quartier de Stone Town.

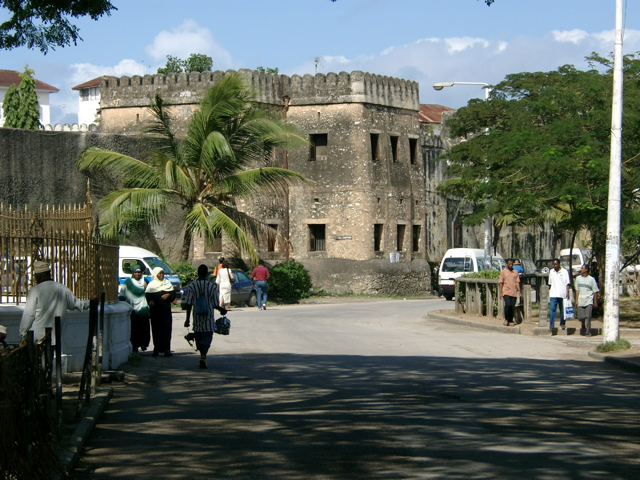
Le fort de Stone Town construit en 1698.

À partir de la fin du XVIe siècle, les Portugais commencent à perdre pied dans la région. En effet, les Britanniques convoitent eux aussi le contrôle de la côte orientale de l'Afrique car située sur la route de l'Inde qu'ils commencent à explorer. Malgré la construction de forts (comme en 1594 à Pemba), la Perse reconquiert Ormuz en 1622, les Omanais prennent Mascate en 1650 et attaquent et récupèrent la côte est-africaine, dont Zanzibar, en 1668. Mais la division du royaume de Zanzibar entre Bakari au Sud et Fatuma au Nord lors du décès du roi Yussuf à la fin du XVIIe siècle permet aux Portugais de revenir brièvement dans la région : la reine Fatuma étant leur alliée, elle tente de leur envoyer un soutien en mars 1696 lors du siège de Fort Jésus à Mombasa. Cette aide étant interceptée par les Omanais, ceux-ci attaquent Zanzibar en décembre 1696, capturent Fatuma, l'envoient en exil à Oman et chassent les derniers Portugais de la région en 1698 lorsque Fort Jésus tombe. Faisant allégeance aux Omanais, le fils de Fatuma devient alors roi swahili de Zanzibar en prenant le titre de « Mwinyi Mkuu ». Oman reprend alors le contrôle de Zanzibar à partir de 1698 et ce jusqu'à la fin du XIXe siècle.

## Possession omanaise

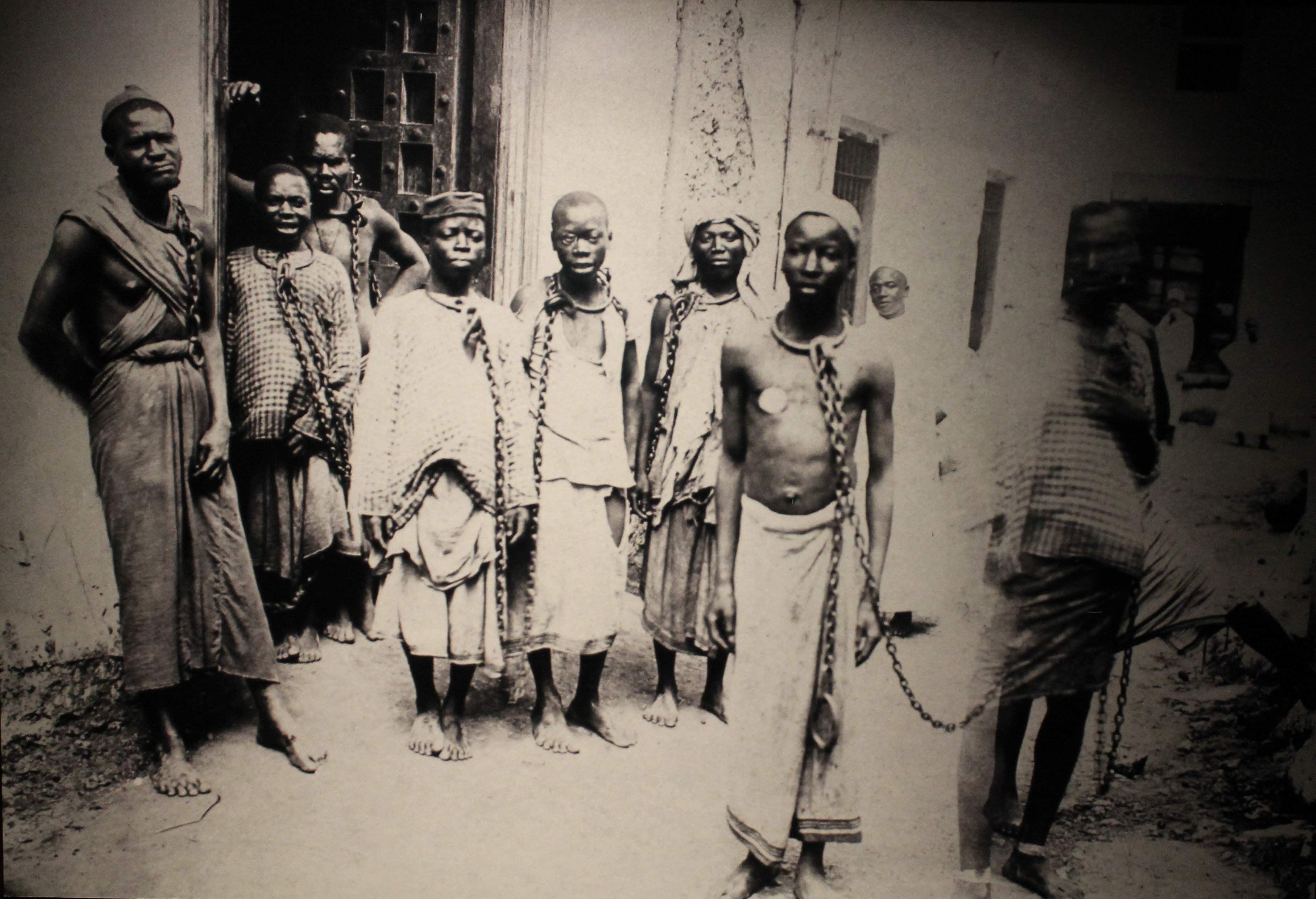
Captifs sur le marché aux esclaves de Zanzibar (deuxième tiers XIXe siècle).

### Commerce d'esclaves
Zanzibar entre alors dans une période où l'économie est tournée vers le commerce d'esclaves et où la culture arabo-musulmane assoit sa présence.
Le pouvoir de Mascate permet la construction d'un port sur Unguja, à l'emplacement de l'église portugaise, et y installe une garnison (une cinquantaine d'hommes y sont postés en 1710). Zanzibar vit alors de culture de la datte mais cette denrée nécessitant beaucoup de main-d'œuvre, les Omanais décident donc d'avoir recours à des esclaves africains, l'islam interdisant la traite de musulmans. À raison de 500 esclaves supplémentaires par an, Zanzibar atteint vite le nombre de cinq mille esclaves, la plupart employés dans les plantations mais certains devenant domestiques, concubines ou encore vendus en Inde ou en Perse.
En 1744, à la faveur d'une guerre civile, une nouvelle dynastie, les Busadi, se met en place à Oman. Le nouveau sultan nomme alors un gouverneur à Zanzibar qui, s'il prête allégeance à Mascate, jouit toutefois d'une autonomie complète sur toutes les possessions omanaises de la côte africaine. Cette liberté de pouvoir profite à la traite arabe : non seulement les Africains, capturés jusque dans la région des Grands lacs, étaient employés dans les nombreuses plantations de canne à sucre et de clou de girofle de Zanzibar mais 3 000 d'entre eux y transitaient par an pour être vendus au Moyen-Orient et dans les Mascareignes. 

En 1751, Zanzibar est encore peu connue des Européens, et l'Encyclopédie de Diderot et d'Alembert la définit ainsi : 

« île de la mer des Indes, sur la côte du Zanguebar, entre l’île de Pemba & celle de Monfia, à huit lieues de la terre-ferme ; elle a le titre de royaume ; le terroir produit beaucoup de riz, de mil, & de cannes de sucre ; on y trouve des forêts de citronniers ; les habitants sont tous mahométans. »

### Influence britannique et culture du clou de girofle

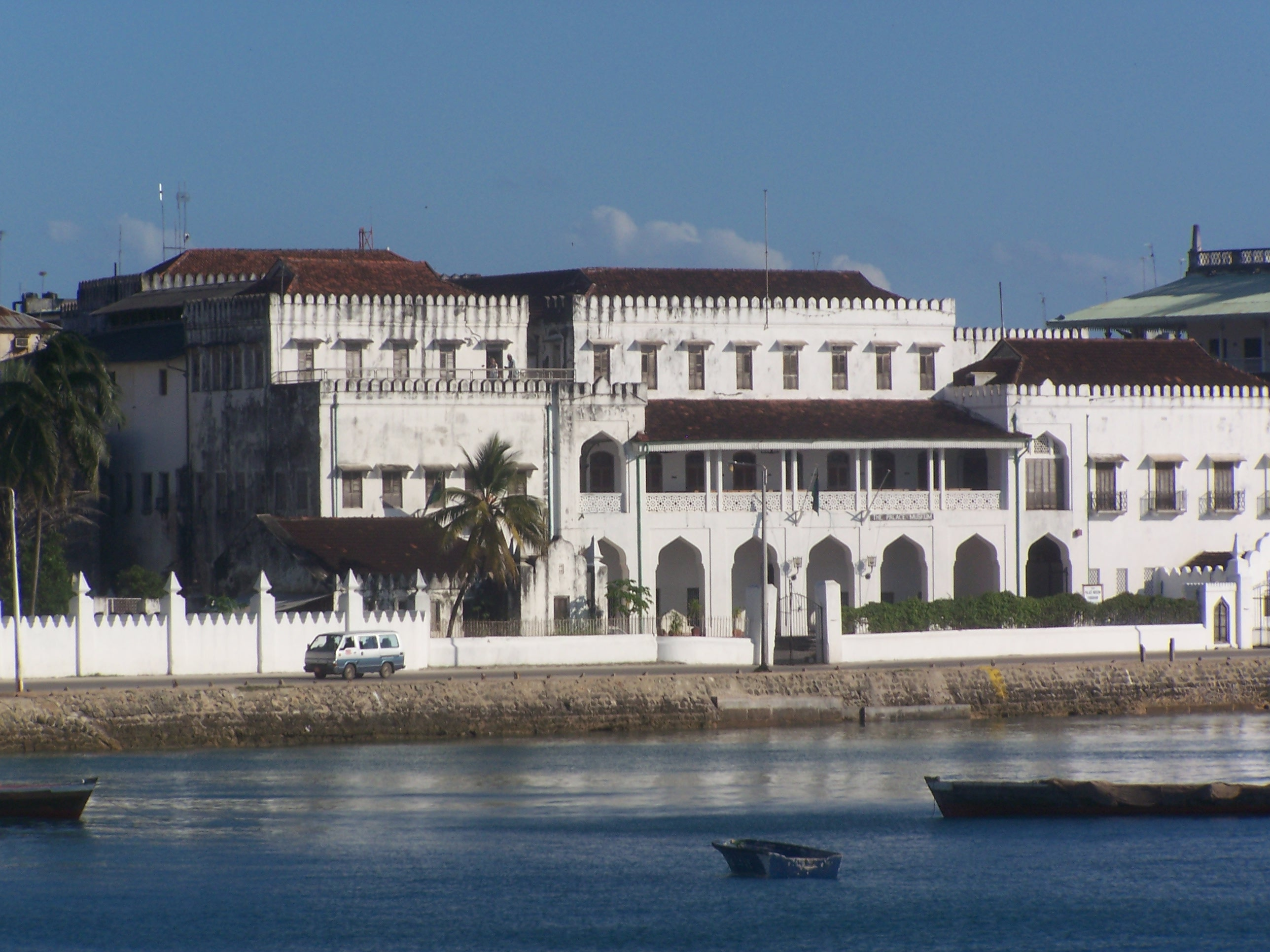
Palais du sultan à Zanzibar City.

L'avènement d'un nouveau sultan sur le trône d'Oman en 1792 marque le début de l'alliance avec les Britanniques, ceci dans le but de tenir les Perses et autres rivaux éloignés de leurs possessions. Cette alliance, renforcée par un traité commercial en 1798, provoque peu à peu le déclin de la traite arabe dans la région, le Royaume-Uni ayant aboli ce genre de commerce sur le territoire anglais en 1772. Surtout, les États-Unis et les principales puissances colonisatrices de l'époque, la France et le Royaume-Uni, décrétant le commerce des esclaves illégal au début du XIXe siècle, Zanzibar se retrouve avec un surplus conséquent d'esclaves.
La crise économique est néanmoins évitée avec l'introduction à Zanzibar de la culture du giroflier, grande consommatrice de bras et productrice d'une autre richesse : le clou de girofle. Le succès de cette culture est tel que la demande en esclaves dans l'archipel augmente, obligeant les négriers à s'aventurer à l'ouest des grands lacs africains. Devant la recrudescence de ce commerce, les Britanniques font de nouveau pression sur le pouvoir zanzibari et obtiennent en 1822 l'établissement de zones maritimes interdites aux navires négriers, limitant ainsi la vente d'esclaves à Oman. Pour compenser ces pertes de marché, la culture de l'indigotier est lancée et celle du clou de girofle est alors encouragée si bien que Zanzibar en devient un des principaux producteurs mondiaux au milieu du XIXe siècle.
À partir de 1833 se met en place en parallèle un autre commerce avec la signature d'un traité commercial entre Zanzibar et les États-Unis : celui de l'ivoire, utilisé pour la fabrication des boules de billard et des touches de piano. Zanzibar prend alors une telle importance, en devenant la plaque tournante de nombreux commerces, que le sultan d'Oman devient sultan d'Oman et de Zanzibar et fait de Zanzibar City sa capitale en décembre 1840. Son fils devient gouverneur d'Oman à Mascate, le roi swahili de Zanzibar continue de gérer les affaires locales tandis que le sultan s'occupe du commerce et de la politique. Zanzibar City, en concentrant alors pouvoir politique et économique, se couvre de riches demeures et palais et les premiers consulats étrangers, ceux du Royaume-Uni et de France, ouvrent leurs portes.
Pour autant, la traite arabe n'avait pas faibli puisqu'entre 1830 et 1873, environ 700 000 esclaves furent vendus sur le seul marché de Zanzibar, et 13 000 esclaves par an arrivaient à Zanzibar ou y transitaient en direction d'Oman. Malgré l'accord du sultan de ne plus exporter les esclaves vers Oman, ce traité avec les Britanniques ne fut pas appliqué car ceux-ci ne possédaient pas les moyens de pression suffisants pour l'appliquer, si bien qu'en 1850 c'est 14 000 à 15 000 Africains par an qui prenaient la route de Zanzibar.
Le pape Léon XIII s'émeut encore en 1888 dans son encyclique In Plurimis de cette situation.

## Première indépendance

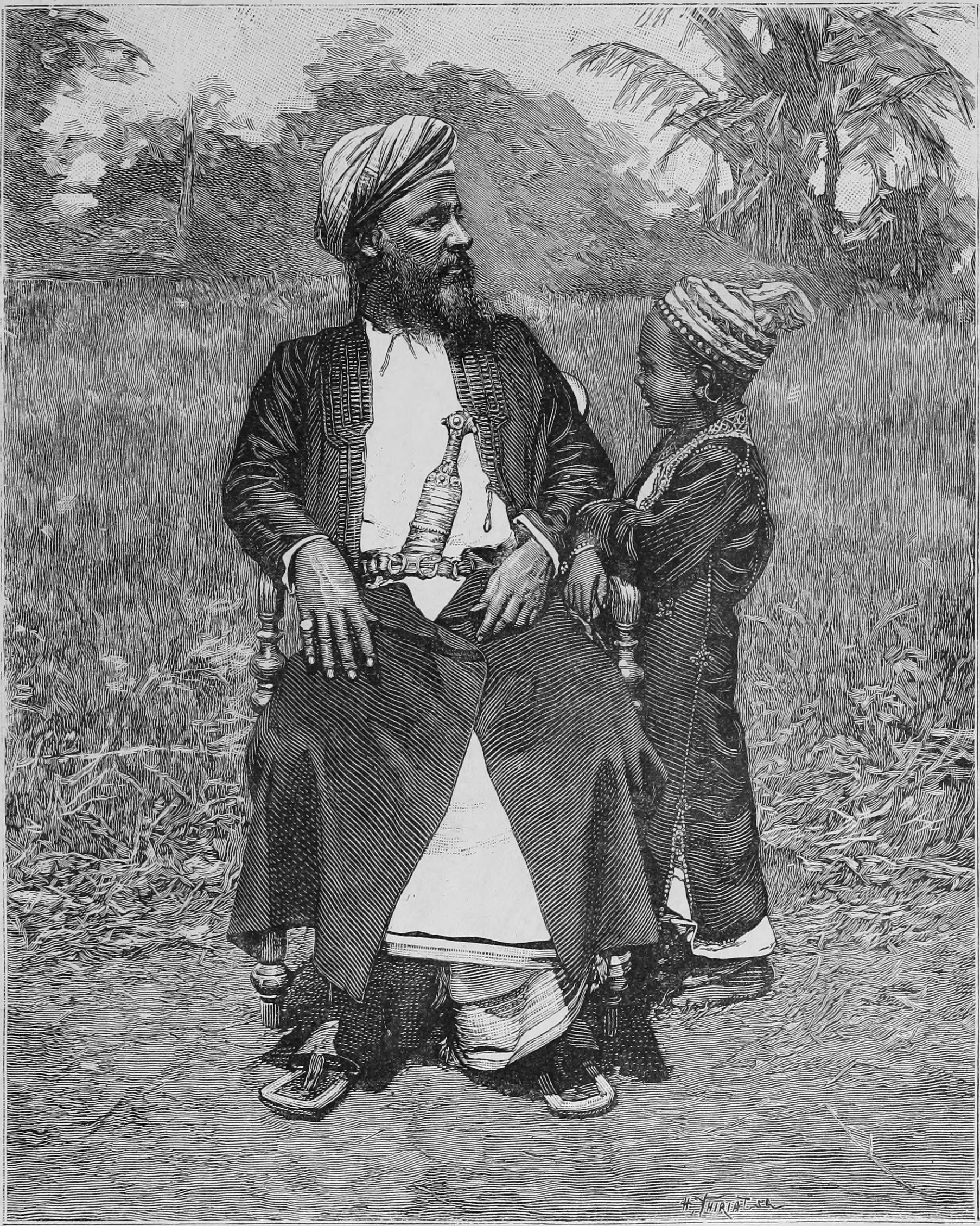
Zanzibari musulman vers 1880.

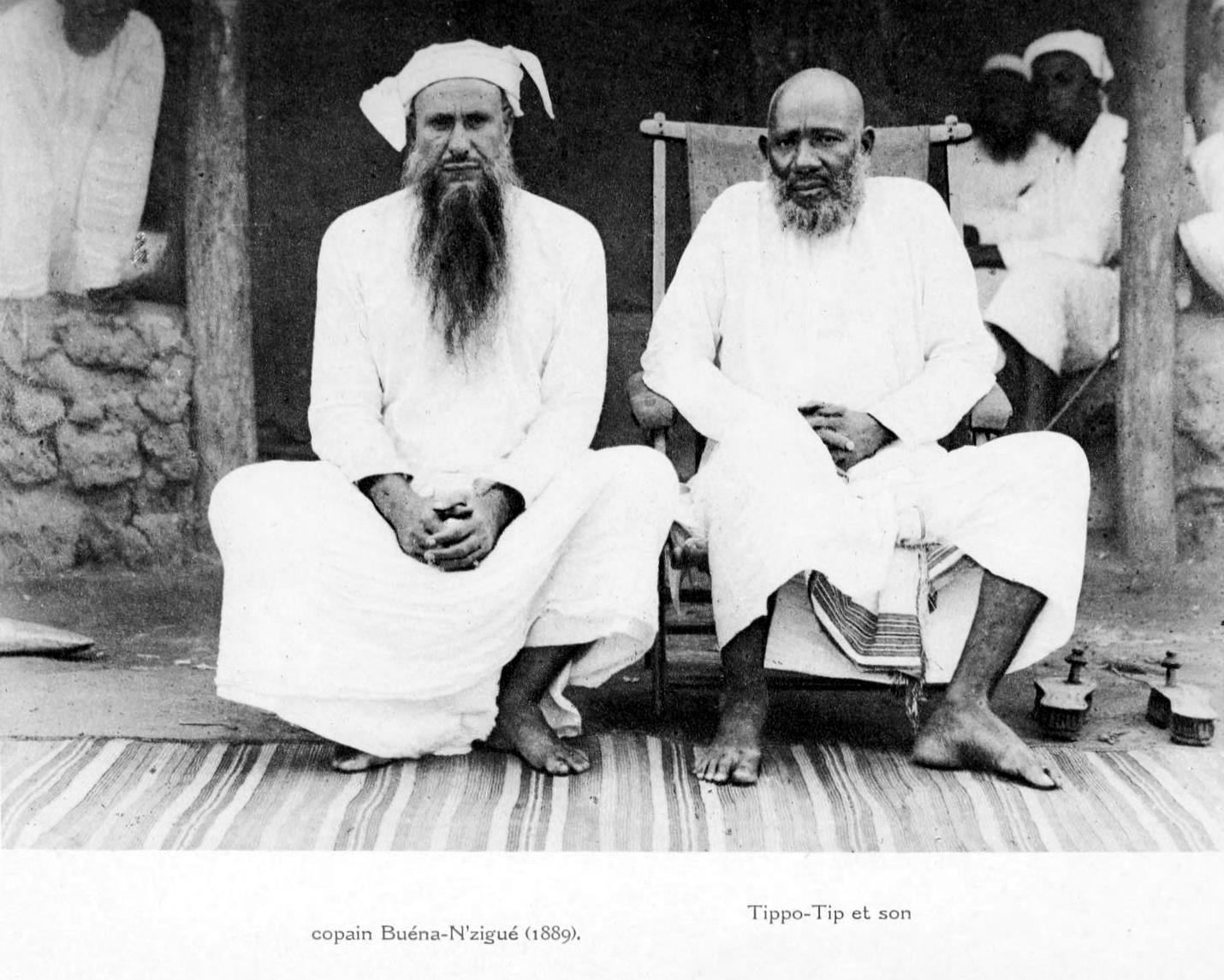
Bwana N'Zige et Tippo Tip, 1889.

À la mort du sultan en octobre 1856, une lutte fratricide se déclare, ce qui entraîne avec l'appui des Britanniques la séparation du sultanat d'Oman et du sultanat de Zanzibar avec à sa tête le sultan Barghash.
La situation économique, sociale et sanitaire s'aggrave alors car 20 000 esclaves travaillent dans les plantations de Zanzibar, le clou de girofle est en surproduction et son prix chute, une population miséreuse peuple un bidonville à proximité de Zanzibar City, les petits propriétaires arabes et swahilis s'endettent auprès d'usuriers indiens, des épidémies déciment des milliers de personnes. La pression des anti-esclavagistes s'accroît mais n'empêche pas le renforcement du commerce d'esclaves lorsque les plantations de girofliers doivent être remises en état à la suite d'un passage d'un cyclone. De plus, à partir de juin 1873, le prix des esclaves augmente fortement avec l'abolition de l'esclavage à Zanzibar et ce commerce devient clandestin. Finalement, il faudra attendre 1890 pour qu'à la suite de différents traités et accords, l'esclavage soit aboli à Zanzibar.
En 1875, le sultan Barghash est invité au Royaume-Uni et visite la France lors de son retour dans son sultanat. Conseillé par le consul britannique, il fait alors construire un système d'approvisionnement en eau, trace des routes, installe l'éclairage des rues, réorganise son armée, etc. À cela s'ajoute la construction de nombreux palais au style indien, le sultan ayant vécu en exil en Inde avant son accession au trône.
Durant les années 1880, les puissances européennes colonisent l'Afrique de l'Est et à la suite de différents traités et intimidations, le sultanat de Zanzibar perd ses possessions continentales au profit du Royaume-Uni et de l'Allemagne. Cette perte de territoire associée à l'arrêt de l'esclavage et au déplacement du siège de l'Imperial British East Africa Company de Zanzibar City à Mombasa entraîne alors la perte de suprématie régionale de Zanzibar.

## Période coloniale britannique

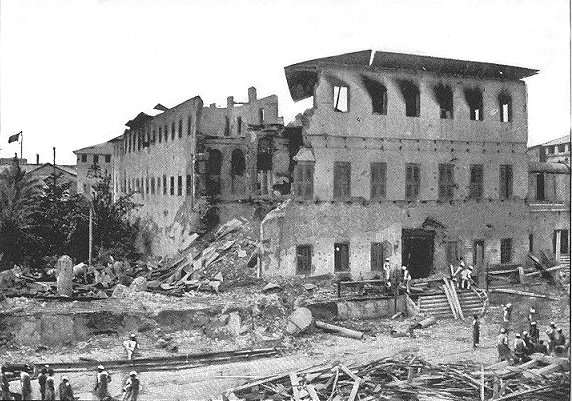
La Palais du Sultan détruit lors du bombardement de Zanzibar.

Le 1er juillet 1890, Zanzibar, affaibli économiquement, passe sous protectorat britannique, le sultan n'ayant plus qu'un rôle restreint. Du 27 au 29 août 1896 a lieu un conflit qui est un des plus courts de l'histoire. En effet, lorsque le sultan meurt deux jours auparavant, un rival s'empare du trône, refuse l'ultimatum lancé par le Royaume-Uni et mobilise des forces armées. Les Britanniques lançant l'offensive en bombardant le palais, le sultan dissident résiste deux jours avant de prendre la fuite,.
Lors des deux guerres mondiales, Zanzibar est peu affecté : les colonies allemandes en Afrique sont conquises et annexées dès le début de la Première Guerre mondiale et Zanzibar ne s'impliquant pas militairement dans la Seconde Guerre mondiale, ne subit que des pénuries de denrées.
Dans l'après-guerre, des revendications politiques voient le jour et des partis politiques sont créés avec l'accord des Britanniques. Deux partis opposés basés sur des caractères ethniques émergent alors à la suite d'élections organisées en 1957 : l'ASP (Afro Shirazi Party) aux mains des Africains et le ZNP (Zanzibar Nationalist Party) aux mains des Arabes. Les élections de 1961, remportées par une alliance arabo-musulmane, étant entachées par des émeutes raciales, les Britanniques accordent finalement l'indépendance à Zanzibar le 10 décembre 1963 sous la forme d'un sultanat..

## Seconde indépendance

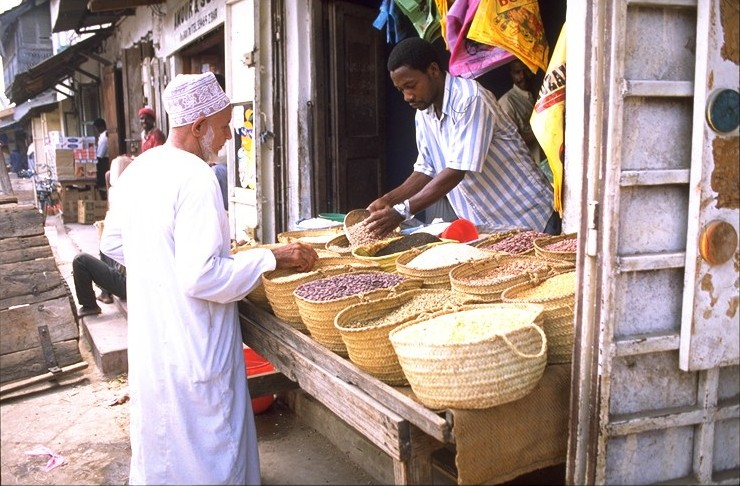
Scène de rue à Stone Town, Zanzibar City, 1996.

L'indépendance de Zanzibar sous un sultanat ne règle toutefois pas les tensions raciales qui dégénèrent en pogroms et en massacres de milliers de personnes suivis d'un coup d'État qui permet l'instauration le 12 janvier 1964 d'une « république populaire » à tendance marxiste dirigée par le « Gouvernement révolutionnaire de Zanzibar ». Le conflit perdurant et s'exportant au Tanganyika voisin, indépendant depuis le 9 décembre 1961, les deux pays se mettent d'accord pour fusionner et donner naissance à la Tanzanie le 26 avril 1964.

## Intégration à la Tanzanie

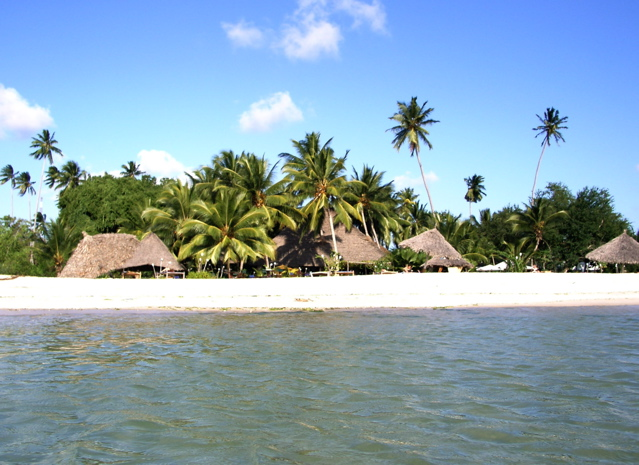
Plage touristique à Unguja.

Cette union, qui permet à Zanzibar de garder une autonomie restreinte sous la direction du Gouvernement révolutionnaire de Zanzibar, devait durer dix ans mais elle est finalement prolongée sans limite de temps. Les capitaux et les personnes maîtrisant l'économie ayant fui Zanzibar au moment de la révolution, le gouvernement autonome dirigé par Abeid Karume fait appel à des nations communistes pour aider à la reconstruction. Les violations des droits de l'homme sont alors fréquentes, l'insécurité alimentaire est courante et ceux qui ont les moyens de partir se réfugient principalement dans le reste de la Tanzanie et au Kenya. Un changement de gouvernement à la tête du parti dirigeant en 1972 à la suite de l'assassinat de Abeid Karume apporte un peu plus de libertés, permet une ouverture vers des pays occidentaux et une économie moins étatisée. Les initiatives économiques privées sont renforcées dans les années 1980 lorsque le prix du clou de girofle s'effondre, ce qui permet au tourisme d'arriver à Zanzibar au début des années 1990.
Dans le même temps, un renouveau politique permet un plus grand pluralisme des partis, non sans tensions notamment au moment des élections qui dégénèrent quelquefois, avec des fraudes, des violences et des attentats, comme en 2001 ou en 2005,. Le CCM, l'ancien parti unique, reste au pouvoir sur l'ensemble de la Tanzanie, Zanzibar compris (il y est depuis l'indépendance de la Tanzanie en 1962, même si son nom a changé), et joue régulièrement de tensions envers les populations d'origine arabe mais il moins hégémonique que précédemment. Il est confronté sur Zanzibar au CUF (Civic United Front). Celui-ci est arrivé  en tête, en octobre 2015, aux élections présidentielle et législatives, sur l’archipel semi-autonome tanzanien de Zanzibar. Mais ces élections ont été annulées par le parti au pouvoir. Le CUF a boycotté les élections de mars 2016 se substituant à celles de 2015. Les élections de mars 2016 se sont déroulées dans le calme, et ont permis au CCM de rester au pouvoir à la suite de cette élection boycottée par la principale force d'opposition.

## Drapeaux
- Du 6 avril 1861 à 1890, Zanzibar est un sultanat indépendant  Sultanat de Zanzibar
- Du 1er juillet 1890 au 10 décembre 1963, Zanzibar est un protectorat britannique  Protectorat de Zanzibar
- Le Zanzibar acquiert son indépendance du Royaume-Uni le 10 décembre 1963, jusqu'au 26 avril 1964  Zanzibar
- Depuis le 26 avril 1964, le Zanzibar a été rattaché à la Tanzanie  Tanzanie

### Sources
- (fr) Zanzibar, le royaume perdu des Arabes - Les diverses influences jusqu'au XIXe siècle
- (fr) Zanzibar, le royaume perdu des Arabes - L'influence arabe d'Oman et le Sultanat indépendant
- (fr) Zanzibar, le royaume perdu des Arabes - Les Européens et le protectorat britannique
- (fr) Zanzibar et la politique française dans l’océan Indien (1776-1904)
- (fr) L'Océan indien : Mombasa, Zanzibar, Mayotte, Madagascar, Maurice, film documentaire réalisé par Alain Dayan, Seven 7, 2008, 58 min.